# Gość Radia Zet
Gość Radia ZET – audycja Radia Zet w formie wywiadu, nadawana od 1992 roku. Obecnie program nadaje od poniedziałku do piątku o 8.02 (wydanie poranne) i o 18.02 (wydanie popołudniowe).

## Charakterystyka programu
Pomysłodawcą i pierwszym prowadzącym audycji był założyciel Radia Zet Andrzej Woyciechowski, a pierwszym gościem był Leszek Balcerowicz. Program na przestrzeni lat do 2002 miał od czterech do dwóch wydań emitowanych o różnych porach dnia, między innymi o 8.15, 13.15 czy 18.15. Oprócz ówczesnego szefa Radia Zet rozmowy prowadzili Monika Wójcicka, Dorota Zawadowska, Barbara Górska, Agnieszka Błotnicka i Krzysztof Skowroński, który po śmierci Woyciechowskiego został głównym prowadzącym programu do grudnia 2000 roku, kiedy to odszedł z Radia Zet. Następnie w 2001 program prowadzili wymiennie Monika Olejnik i Jacek Żakowski. 
Od 2002 na antenie pozostało tylko poranne wydanie Gościa Radia Zet, które do 2016 prowadziła Monika Olejnik. W latach 2010–2016 producentem programu był Stanisław Skarżyński. 
Od września 2016 do czerwca 2018 program prowadził Konrad Piasecki, a producentką programu została Magdalena Adamczyk. Od września 2018 do czerwca 2022 program od poniedziałku do piątku prowadziła Beata Lubecka, a od września 2022 prowadzi Bogdan Rymanowski.
W okresie marzec 2021-kwiecień 2022 stacja emitowała od poniedziałku do czwartku o 17.02 popołudniowe wydania. Każde z nich miało innego prowadzącego i dotyczyły tematyki publicystycznej bądź lifestyle'owej. We wrześniu 2022 roku popołudniowe wydania wróciły na antenę Radia ZET i są nadawane od poniedziałku do piątku. Prowadzącą została Beata Lubecka, a godzina emisji pozostała bez zmian.
Dnia 8 stycznia 2024 roku emisja popołudniowych wydań została przeniesiona na godzinę 18:02.
Od września 2024 poranne wydania są prowadzone przez Bogdana Rymanowskiego do czwartku, natomiast w piątek rolę gospodarza przejmuje Beata Lubecka. Zrezygnowano też z piątkowych wydań programu Popołudniowy Gość Radia ZET.